# Brodequin (tortura)
El brodequín fue un instrumento de tortura utilizado durante la Edad Media.
La víctima sería asegurada en un banco resistente en posición sentada. Sus piernas desnudas estaban intercaladas dentro de un conjunto de tres tablas verticales estrechas y fuertes, fuera de cada pierna y entre ellas, todo fuertemente atado con una cuerda fuerte. Se introdujeron cuñas de madera en los huecos disponibles y se golpean lentamente con un mazo, apretando las piernas con suficiente presión como para romper huesos y filtrar sangre y médula. Para los llamados delitos comunes, la tortura se realizaba con cuatro cuñas, mientras que ocho cuñas torturaban las piernas de los delincuentes extremos.